# Čechy na Letních olympijských hrách 1912
Čechy na olympijských hrách 1912 ve švédském Stockholmu reprezentovalo 43 sportovců v 8 sportech. Byly to třetí olympijské hry, kterých se Čechy (České království v rámci Rakouska-Uherska) účastnily.
Následující olympiáda v roce 1916 se z důvodu 1. světové války nekonala a další v roce 1920 se už zúčastnilo Československo jako samostatný stát.

## Medaile
Žádný sportovec olympijskou medaili nezískal.

## Sporty

### Atletika
| Jméno                   | Disciplína          | Umístění                                      |
| Ladislav Jiránek-Strana | Běh na 100 metrů    | ? místo v 3 rozběhu (dále nepostoupil)        |
| Bedřich Vygoda          | Běh na 100 metrů    | 3 místo ve svém semifinále (dále nepostoupil) |
| Václav Labík-Gregan     | Běh na 100 metrů    | ? místo v 1 rozběhu (dále nepostoupil)        |
| Václav Labík-Gregan     | Běh na 200 metrů    | 4 místo v 1 rozběhu (dále nepostoupil)        |
| Václav Labík-Gregan     | Běh na 400 metrů    | 4 místo v 9 rozběhu (dále nepostoupil)        |
| Zdeněk Městecký         | Běh na 800 metrů    | rozběh č. 5 – nedokončil                      |
| Vladimír Penc           | běh na 10 000 metrů | nedokončil                                    |
| Vladimír Penc           | marathon            | nedokončil                                    |
| Bohumil Honzátko        | marathon            | nedokončil                                    |
| František Slavík        | marathon            | nedokončil                                    |
| Rudolf Richter          | chůze na 10 km      | nedokončil                                    |
| Jindřich Jirsák         | skok o tyči         | 23. místo                                     |
| František Janda-Suk     | vrh koulí           | 11. 15 m, 15. místo                           |
| František Janda-Suk     | hod diskem          | 38. 31 m, 17. místo                           |
| Miroslav Šustera        | hod diskem          | 31. 83 m, 38. místo                           |

### Cyklistika
| Jméno                                                                      | Disciplína        | Umístění                  |
| Bohumil Kubrycht                                                           | závod jednotlivců | čas 14:11:21.0, 88. místo |
| František Kundert                                                          | závod jednotlivců | nedokončil                |
| Bohumil Rameš                                                              | závod jednotlivců | čas 12:20:12.2, 63. místo |
| Václav Tintěra                                                             | závod jednotlivců | čas 14:10:34.6, 87. místo |
| Jan Vokoun                                                                 | závod jednotlivců | nedokončil                |
| Bohumil Kubrycht František Kundert Bohumil Rameš Václav Tintěra Jan Vokoun | závod družstev    | nedokončili               |

### Gymnastika
| Jméno            | Disciplína | Hrazda           | Bradla           | Kruhy              | Kůň                 | Celkově             |
| Bohumil Honzátko | víceboj    | 17 bodů 45 místo | 25 bodů 39 místo | 25.5 bodů 35 místo | 23.75 bodů 29 místo | 91.25 bodů 36 místo |

### Šerm

#### Jednotlivci
| Jméno                     | Disciplína | Umístění                                   |
| Zdeněk Bárta              | kord       | 4 prohry ve čtvrtfinále (dále nepostoupil) |
| Zdeněk Bárta              | šavle      | 1 výhra v 1 kole (dále nepostoupil)        |
| Karel Goppold             | kord       | 4 prohry ve čtvrtfinále (dále nepostoupil) |
| Vilém Goppold z Lobsdorfu | fleret     | 3 prohry ve čtvrtfinále (dále nepostoupil) |
| Vilém Goppold z Lobsdorfu | kord       | 4 prohry v semifinále (dále nepostoupil)   |
| Josef Javůrek             | fleret     | 3 prohry v 1 kole (dále nepostoupil)       |
| Josef Javůrek             | kord       | 4 prohry v 1 kole (dále nepostoupil)       |
| Josef Javůrek             | šavle      | nenastoupil do 2 kola                      |
| Miloš Klika               | fleret     | 3 prohry v 1 kole (dále nepostoupil)       |
| Miloš Klika               | kord       | 5 proher v semifinále (dále nepostoupil)   |
| František Kříž            | fleret     | 5 proher v 1 kole (dále nepostoupil)       |
| František Kříž            | kord       | 5 proher v semifinále (dále nepostoupil)   |
| Josef Pfeiffer            | fleret     | 5 proher ve čtvrtfinále (dále nepostoupil) |
| Josef Pfeiffer            | kord       | 4 prohry v 1 kole (dále nepostoupil)       |
| Vilém Tvrzský             | fleret     | 4 prohry v semifinále (dále nepostoupil)   |
| Vilém Tvrzský             | kord       | diskalifikace v 1 kole                     |
| Zdeněk Vávra              | fleret     | 5 proher v 1 kole (dále nepostoupil)       |
| Zdeněk Vávra              | kord       | 4 prohry v semifinále (dále nepostoupil)   |

#### Družstva
| Jméno                                                                                 | Disciplína | Umístění                                  |
| František Kříž Karel Goppold Vilém Goppold z Lobsdorfu Josef Pfeiffer                 | kord       | 3 prohry v semifinále (dále nepostoupili) |
| Josef Čipera Vilém Goppold z Lobsdorfu Josef Pfeiffer Bedřich Schejbal Otakar Švorčík | šavle      | 3 prohry ve finálové skupině, 4. místo    |

### Tenis
| Jméno                              | Disciplína     | Umístění                                 |
| Jaroslav Hainz                     | dvouhra v hale | prohra ve 3. kole (dále nepostoupil)     |
| Jaroslav Just                      | dvouhra        | prohra ve 2. kole (dále nepostoupil)     |
| Jiří Kodl                          | dvouhra        | prohra v 1. kole (dále nepostoupil)      |
| Karel Robětín-Fuchs                | dvouhra        | prohra ve 3. kole (dále nepostoupil)     |
| Karel Robětín-Fuchs                | dvouhra v hale | prohra ve čtvrtfinále (dále nepostoupil) |
| Josef Šebek                        | dvouhra        | prohra ve 3. kole (dále nepostoupil)     |
| Jaromír Zeman                      | dvouhra        | prohra ve 2. kole                        |
| Ladislav Žemla-Rázný               | dvouhra        | zápas o 3. místo, 4. místo               |
| Bohuslav Hykš Josef Šebek          | čtyřhra        | prohra v 3 kole (dále nepostoupil)       |
| Jaroslav Just Ladislav Žemla-Rázný | čtyřhra        | zápas o 3. místo, 4. místo               |
| Karel Robětín-Fuchs Jaromír Zeman  | čtyřhra        | prohra ve 3. kole (dále nepostoupil)     |

### Veslování
| Jméno      | Disciplína  | Umístění                         |
| Jan Šourek | jednotlivci | 1 kolo – 6 rozplavba, nedokončil |

### Zápas
| Jméno             | Disciplína                        | Umístění        |
| Jan Balej         | Zápas řecko-římský , lehká váha   | prohra v 6 kole |
| Josef Beránek     | Zápas řecko-římský , pérová váha  | prohra v 4 kole |
| Karel Halík       | Zápas řecko-římský , lehká váha   | prohra v 3 kole |
| František Kopřiva | Zápas řecko-římský , střední váha | prohra v 2 kole |

### Umělecká soutěž
Jediný českým zástupcem v uměleckých soutěžích byl Otakar Španiel, který soutěžil v
kamenosochařství. Medaili nezískal.